# På søfartsskole
|  | Denne artikel er oprettet af botten Steenthbot ud fra en ekstern database. Den kan derfor have sproglige fejl eller mangler. Denne skabelon kan fjernes efter kontrol af indholdet. |

På søfartsskole er en dansk dokumentarfilm fra 1960 instrueret af Arvid Klémentsen efter eget manuskript.

## Handling
På søfartsskolen i Svendborg får unge mennesker, som vil til søs, en solid teoretisk og praktisk uddannelser. Filmen giver et billede af livet på skolen og understreger, at vel er der brug for sømænd i Danmark - men mest for dem, der har lært deres fag fra grunden.